# 濟州鄉校
濟州鄉校是成立於朝鮮時代的鄉校（即位於地方的儒學教育機關），位於濟州島濟州市。1971年被列入濟州特別自治道的有形文化財2號。
該校原本位於距觀德亭以東1里的一處名為鄉校田的地方。後來幾經搬遷，直到純宗朝時才最終確定為當下這個位置。

## 概要
隨著李成桂在1392年推翻了高麗，並在首都漢陽建立了泮宮成均館以後，他為了教化全國百姓而下令各地建立鄉校，而濟州島的鄉校也是在這一時期建立的的。

## 建築
- 大成殿

與明倫堂一同是濟州鄉校最重要的兩個建築之一。這裡供奉著包括孔子、晏子、曾子、子思和孟子在內的五位聖人。
- 明倫堂

儒生們在這裡學習儒家的經典。據說原本是一座精緻美麗的學堂，現在是一棟混凝土建築。